# Thủy điện Sông Mã 3
Thủy điện Sông Mã 3 là thủy điện xây dựng trên dòng sông Mã tại vùng đất xã Phì Nhừ và Mường Luân huyện Điện Biên Đông tỉnh Điện Biên, Việt Nam .
Thủy điện Sông Mã 3 có công suất lắp máy 29,5 MW với 2 tổ máy, sản lượng điện trung bình hàng năm 104,5 triệu KWh, khởi công tháng 3 năm 2016, dự kiến hoàn thành quý I năm 2018. Công trình thi công đến tháng 4 năm 2019 chưa hoàn thành.

## Tác động môi trường dân sinh
Thủy điện Sông Mã 3 được cấp Giấy Chứng nhận đầu tư năm 2008, tuy nhiên đã thi công kéo dài. Chủ đầu tư là Công ty Cổ phần đầu tư và Xây dựng Đông Á (Công ty Đông Á), thuộc Tập đoàn Hưng Hải, không thanh toán kịp thời tiền đền bù đất và cây trồng, kiến trúc, tài sản trên đất vào ngày 15/9/2018 như đã hứa. Nó ảnh hưởng đến hơn 300 hộ dân ở 4 xã gồm Phình Giàng, Phì Nhừ, Háng Lìa và Mường Luân. Hơn một tháng trước, nhiều người dân ở bản Pá Vạt, xã Mường Luân đã tập trung lập trạm gác, không cho phương tiện chở vật liệu xây dựng vào công trường để thi công .